# Pheidole stulta
Pheidole stulta (лат.) — вид муравьёв рода Pheidole из подсемейства Myrmicinae (Formicidae). Неотропика: Бразилия, Коста-Рика, Панама. 

## Описание
Мелкие муравьи (длина около 2 мм) желтовато-красного цвета (характерные для других членов рода Pheidole большеголовые солдаты у этого вида вдвое крупнее с желтоватой окраской блестящего тела и выступающими угловатыми плечевыми буграми пронотума и длиной до 5 мм). На проподеуме имеются острые шипы. Тело покрыто редкими щетинками. Усики рабочих и самок 12-члениковые (13 у самцов) с 3-члениковой булавой. Стебелёк между грудкой и брюшком состоит из двух члеников: петиолюса и постпетиолюса (последний четко отделен от брюшка). Мелкие рабочие: ширина головы — 0,60 мм, длина головы равна 0,66 мм, длина скапуса усика — 0,66 мм. Крупные рабочие (солдаты): ширина головы — 1,84 мм, длина головы равна 2,26 мм, длина скапуса усика — 0,84 мм. Сходны по строению с видами Pheidole grandinodus, Pheidole exarata, Pheidole excubitor, Pheidole germaini, Pheidole zoster, Pheidole obrima, Pheidole rogeri, Pheidole alpinensis и Pheidole tristis из группы Pheidole tristis, отличаясь от них блестящим телом, угловатыми плечевыми буграми пронотума, скульптурой тела и окраской.

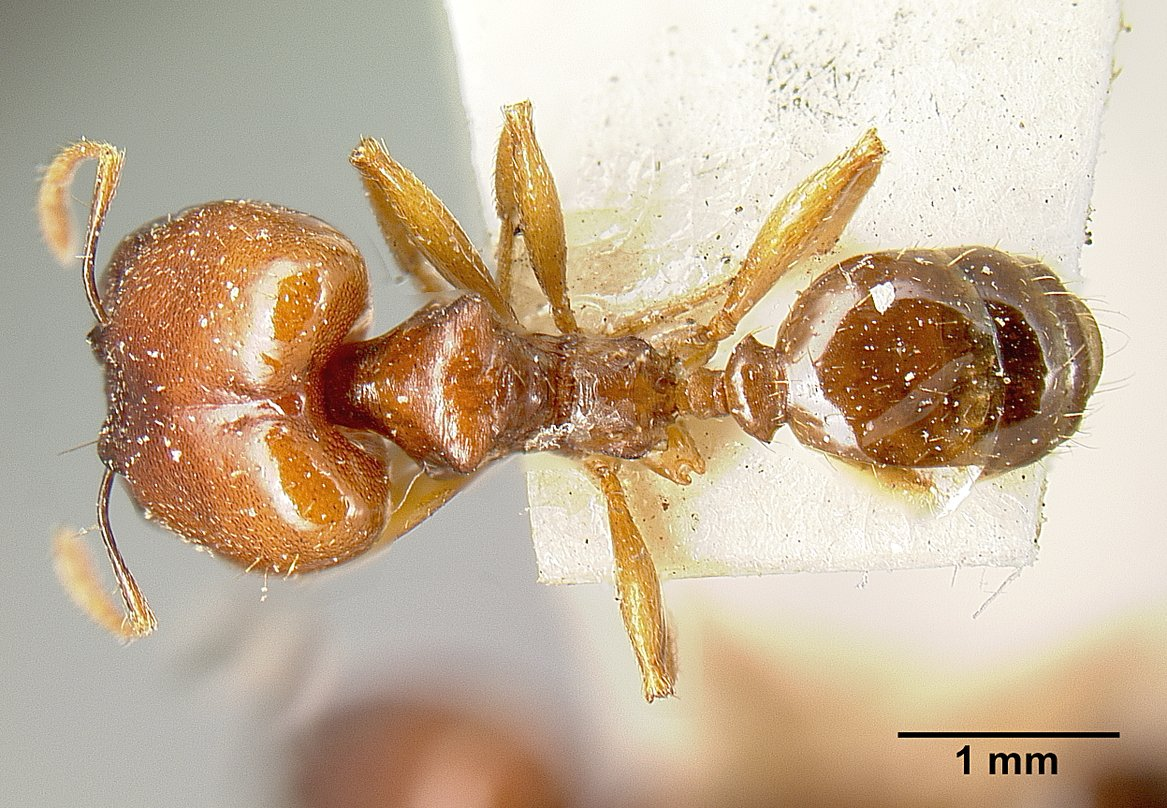
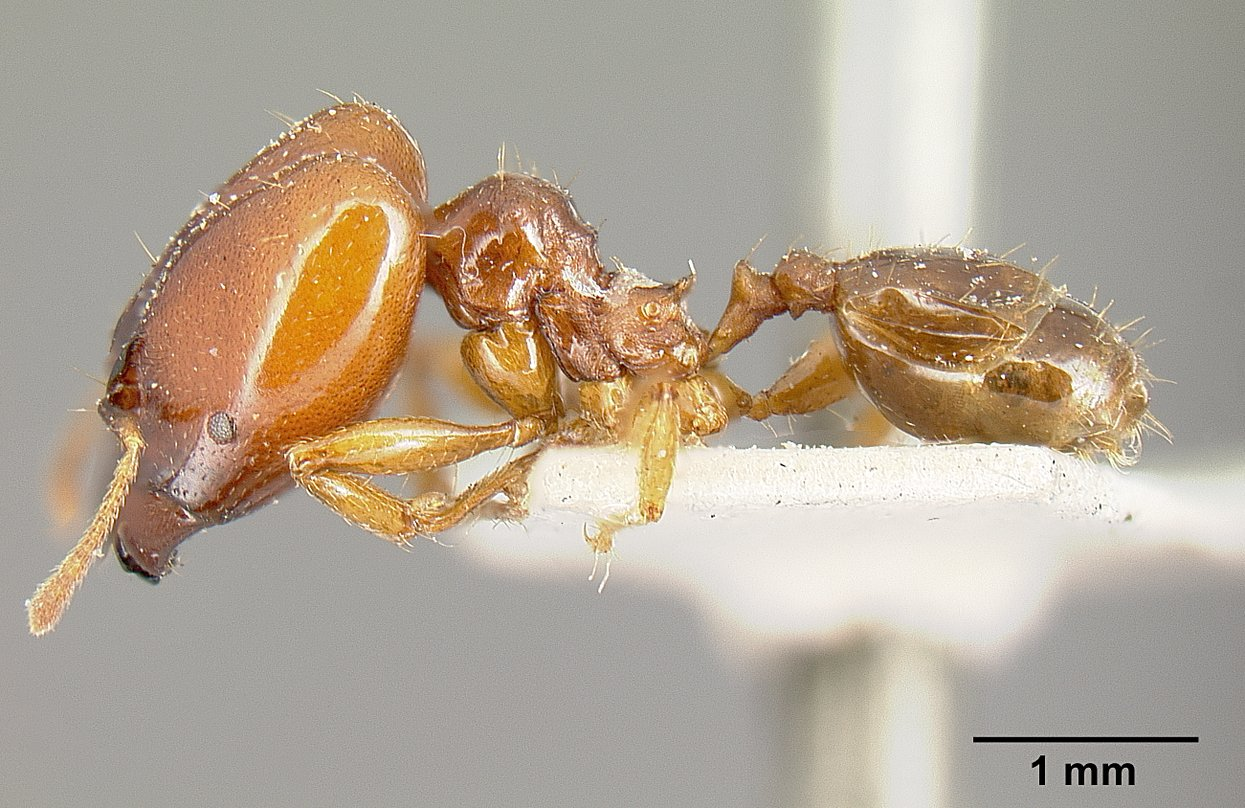
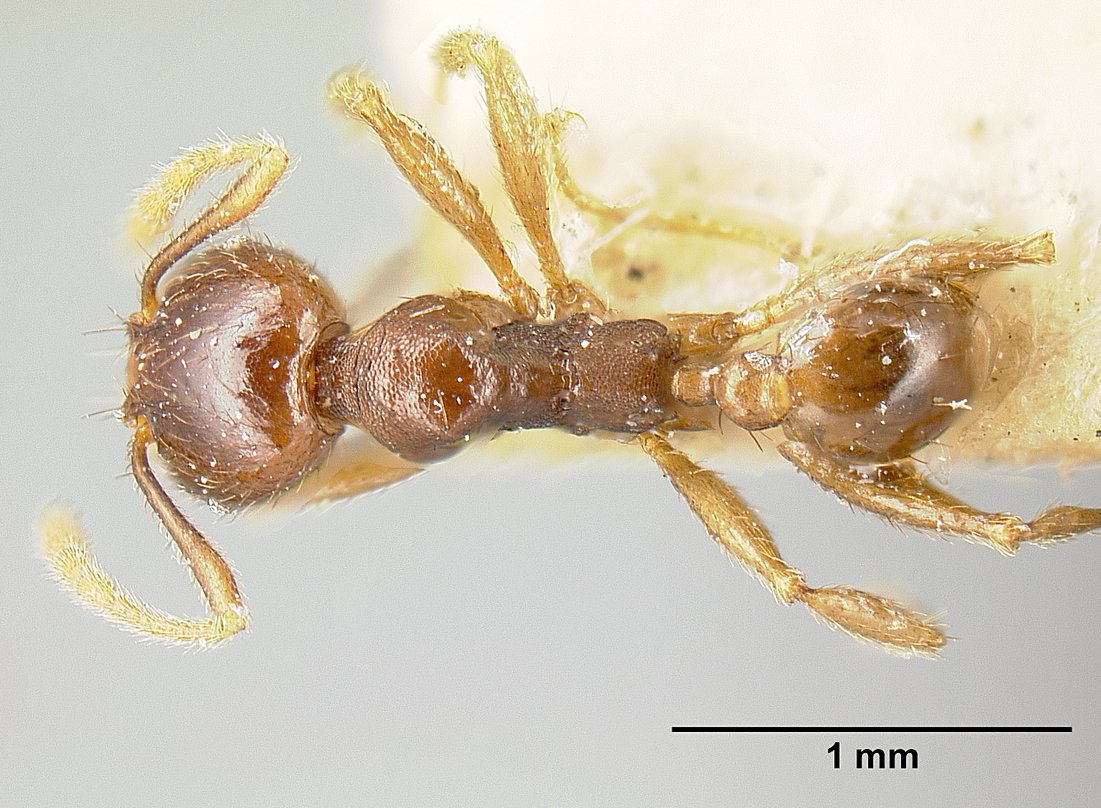
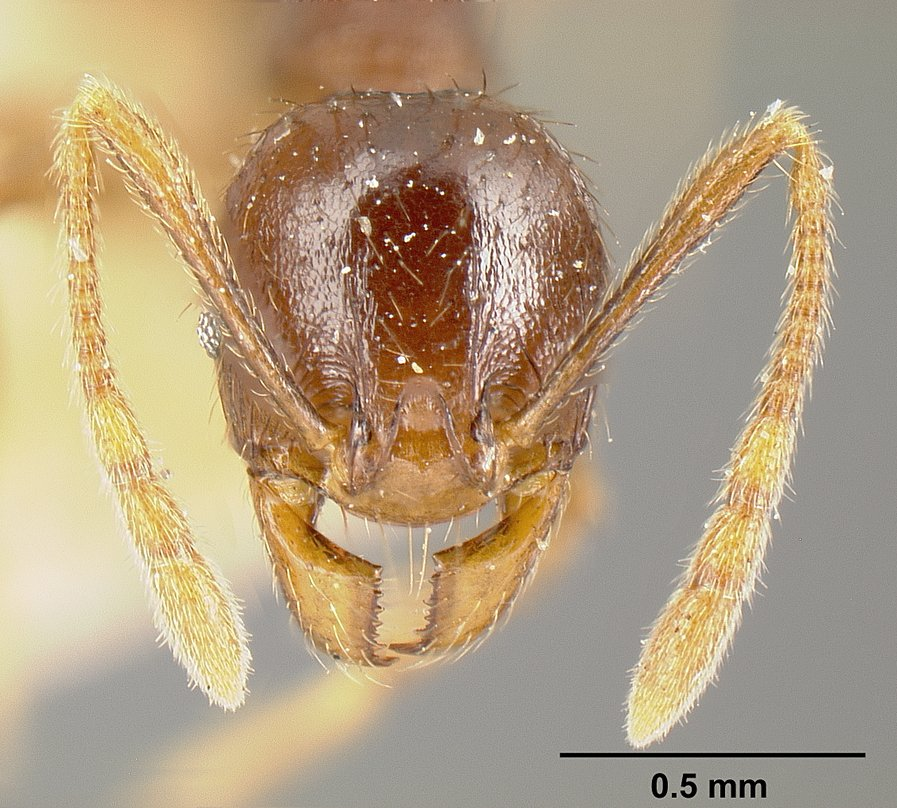
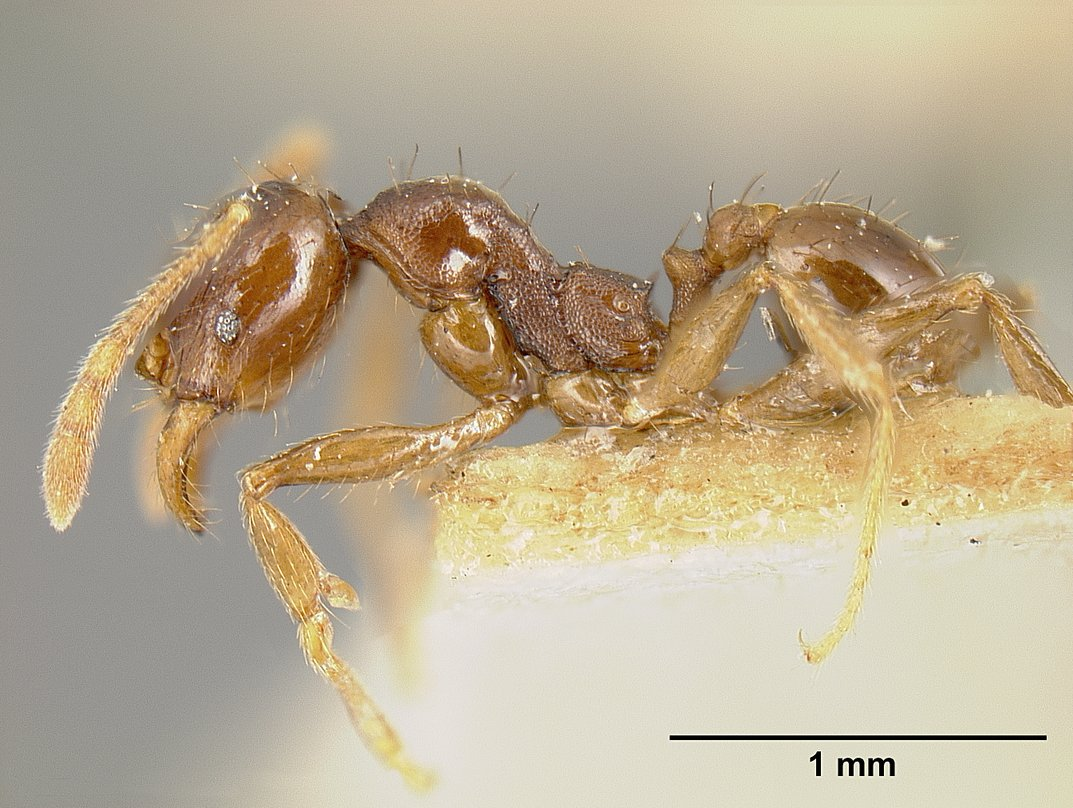
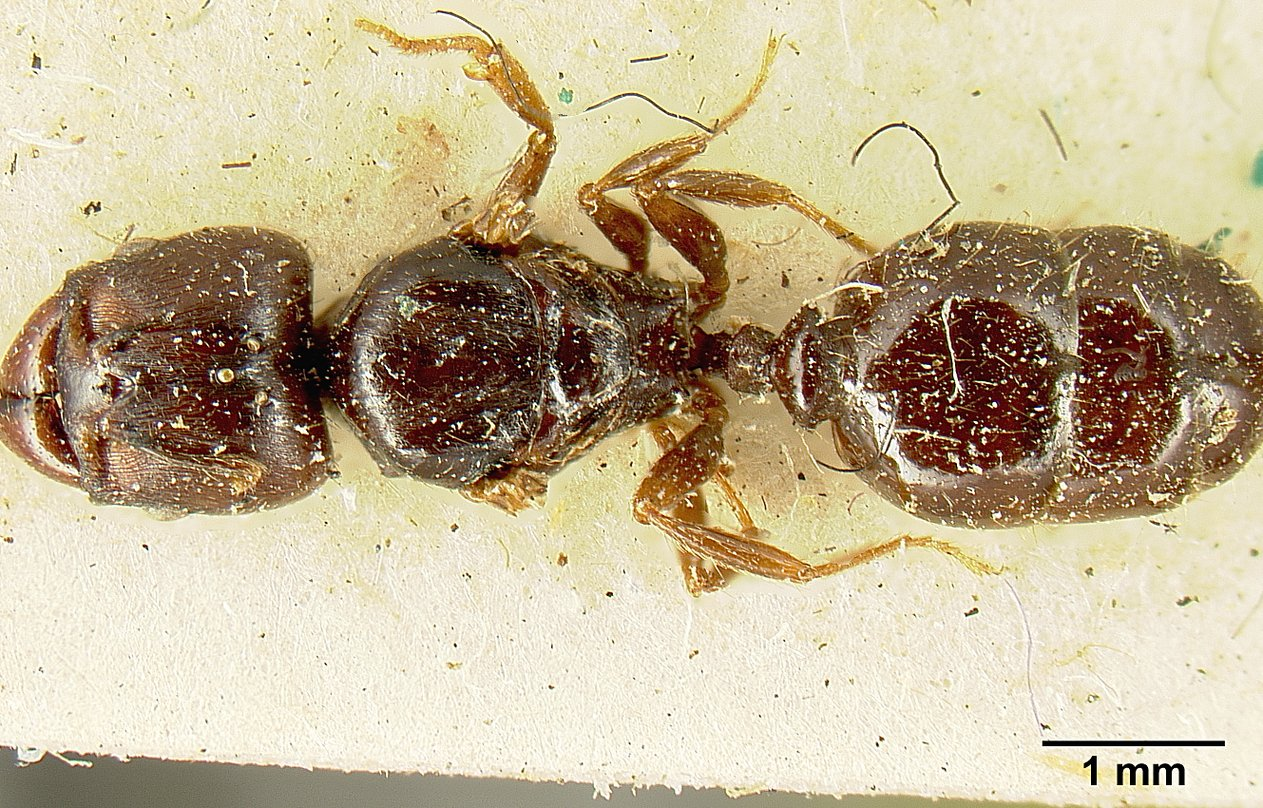
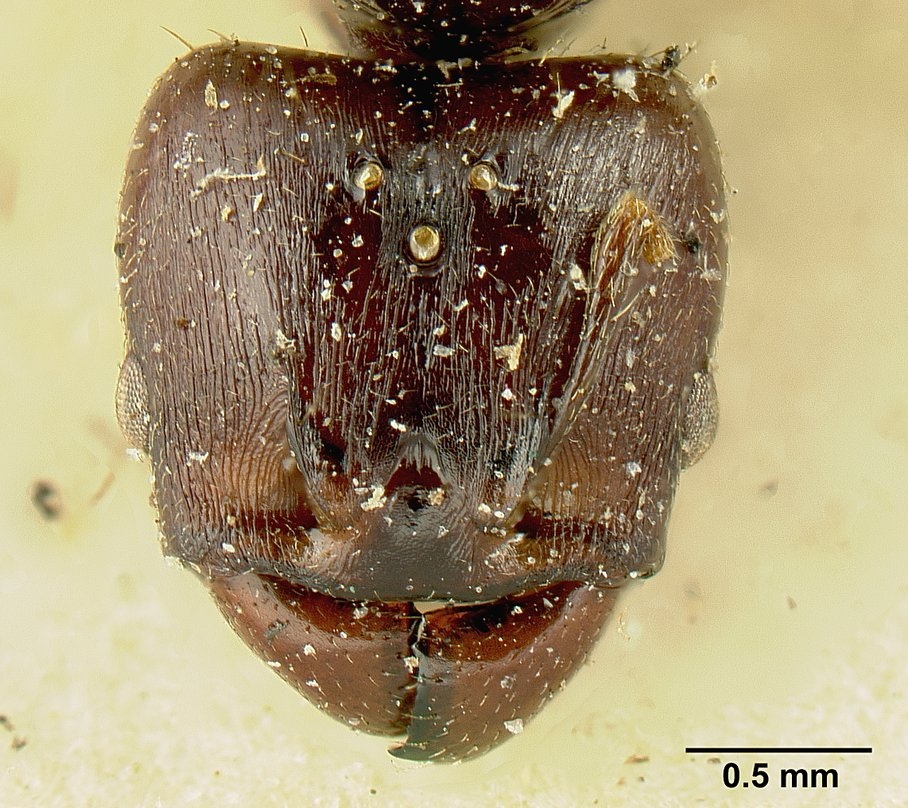
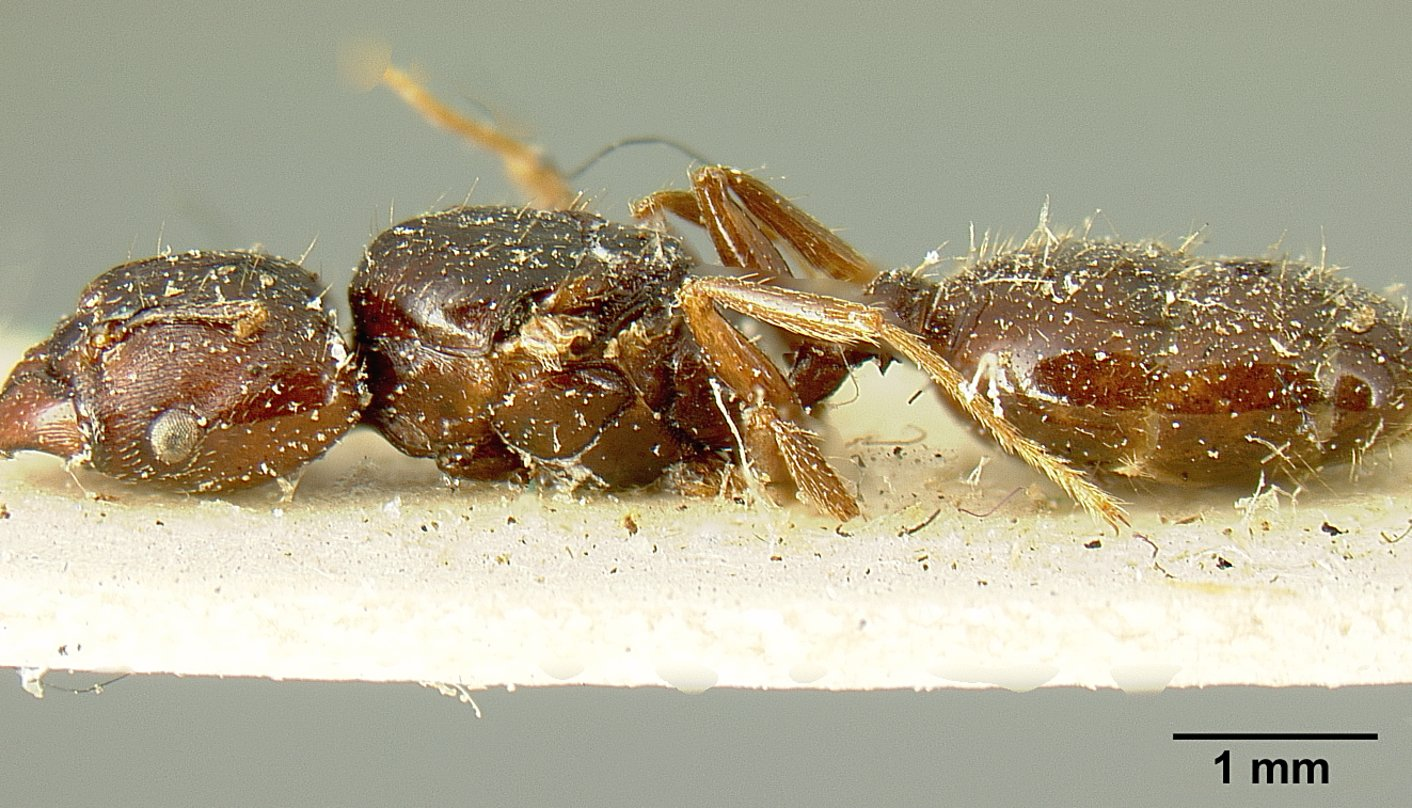